# Modellorganismus

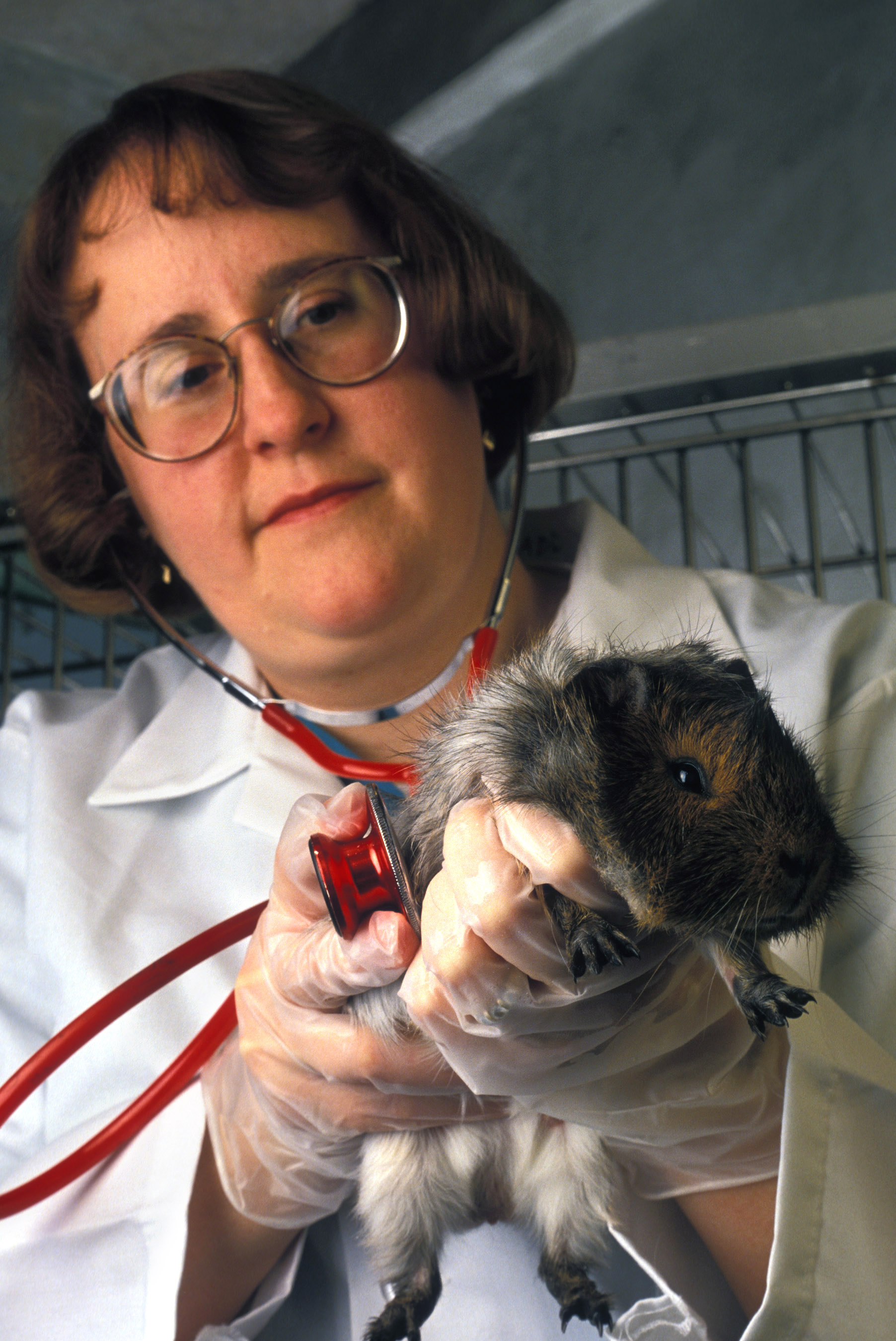
Meerschweinchen als Tiermodell zur Erforschung humaner Leptospirose

Modellorganismen sind ausgewählte Spezies von Bakterien, Viren, Pilzen, Pflanzen oder Tieren, die besonders ausführlich erforscht werden um allgemeine biologische Prozesse besser zu verstehen. Als Modellorganismen werden daher i. d. R. Spezies ausgewählt, die als repräsentativ für eine bestimmte größere Gruppe von Lebewesen gelten, und bei denen sich die Erforschung des zu untersuchenden biologischen Phänomens besonders einfach gestaltet.
Zu den Modellorganismen zählen auch Tiermodelle (d. h. nichtmenschliche Lebewesen) zum Zwecke der Erforschung menschlicher Krankheiten. Zahlreiche biologische Prozesse sind evolutionär konserviert, d. h. sind nicht nur beim Menschen vorhanden, sondern auch bei anderen Tiergruppen in ähnlicher Form ausgeprägt (vgl. z. B. orthologe Gene). Hieraus ergibt sich die Möglichkeit medizinische Forschung an Tiermodellen zu betreiben. Die Notwendigkeit direkt am Menschen Experimente durchzuführen kann so teilweise umgangen werden.
Modellorganismen können mit einfachen Methoden gezüchtet und untersucht werden und zeichnen sich in der Regel durch eine kurze Generationsdauer sowie eine kostengünstige und unkomplizierte Haltung aus und sind in vielfältiger Hinsicht sehr gut dokumentiert. Darüber hinaus gehörten sie zu den ersten Organismen, deren komplettes Genom entschlüsselt wurde. Von praktisch allen Modellorganismen existieren Linien beziehungsweise Stämme, die speziell für die Verwendung in der Forschung gezüchtet werden. Die Methoden zu ihrer Untersuchung sind in der Regel gut etabliert und dokumentiert.
Die Wahl des Modellorganismus hängt vor allem von der biologischen Fragestellung ab. Grundlegende zellbiologische Prozesse können beispielsweise gut in wenig komplexen Einzellern untersucht werden. Für entwicklungsbiologische Studien benötigt man hingegen in der Regel mehrzellige Lebewesen. Immunologen arbeiten oft mit Mäusen, da sich das adaptive Immunsystem erst in den Wirbeltieren entwickelt hat. Die Forschung an Modellorganismen ist darüber hinaus auch in der Genetik, der Molekularbiologie und der Pharmakologie weit verbreitet. Dabei wird versucht, allgemeingültige und auf andere Organismen inklusive des Menschen übertragbare Erkenntnisse zu erhalten.
In der biomedizinischen Forschung wird insbesondere für bestimmte Tierarten oder Zuchtlinien, die spontan oder nach einer gezielten Behandlung eine bestimmte Erkrankung entwickeln, auch der Begriff Tiermodell verwendet. Durch die Forschung an solchen Tiermodellen können Hinweise zu den Ursachen und zur Behandlung von menschlichen Erkrankungen gewonnen werden. Die ethische Vertretbarkeit von Tierversuchen wird allerdings kontrovers diskutiert.

## Beispiele

### Bakterien

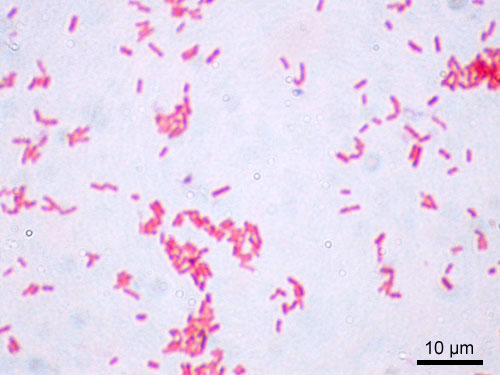
Escherichia coli (1000-fach vergrößert), Gram-Färbung

Die Bakteriologie nutzt als Modellorganismen vor allem das gramnegative Bakterium Escherichia coli und das grampositive Bakterium Bacillus subtilis. Von beiden Arten sind für die Forschung nicht-pathogene Stämme verfügbar. Die entsprechenden Forschungsergebnisse lassen sich jedoch oft auch auf die entsprechenden pathogenen Varianten, wie z. B. enterohämorrhagische Escherichia coli (EHEC) und Bacillus cereus, sowie andere klinisch relevante Bakterien übertragen und sind damit auch für die Medizin von Bedeutung. Beide Bakterienstämme werden darüber hinaus auch in vielfältiger Form in der Biotechnologie industriell genutzt. Ein weiterer vor allem in der Biotechnologie eingesetzter Modellorganismus ist das Bodenbakterium Agrobacterium tumefaciens. Als Vertreter der Aktinomyceten wurde Streptomyces coelicolor intensiv erforscht; unter den Cyanobakterien die Gattungen Cyanothece und Synechocystis. Wegen der Erkenntnisse über grundlegende biologische Vorgänge, wie Replikation, Transkription und Translation, die bei der Untersuchung von E. coli erzielt wurden, geht dessen Bedeutung als Modellorganismus weit über die Bakteriologie hinaus. Insbesondere die Untersuchung der bakteriellen Viren (Bakteriophagen), wie zum Beispiel Lambda und T4, hat zum Verständnis der Genstruktur und der Genregulation beigetragen.

### Archaeen
Trotz der teils schwierigen Kultivierung im Labor können durch die Untersuchung von Organismen aus dem Reich der Archaeen ebenfalls wichtige Erkenntnisse für die Evolutionsbiologie und die Biochemie gewonnen werden. Beispiele für Modellorganismen sind Vertreter der Methanbildner, Halophilen, Thermococcales und Sulfolobales.

### Pilze
Der Schimmelpilz Neurospora crassa aus der Abteilung der Schlauchpilze ist einer der wichtigsten Modellorganismen aus dem Reich der Pilze. Er wurde beispielsweise von George Beadle und Edward Tatum bei ihren Experimenten zur Entwicklung der „Ein Gen, ein Enzym“-Hypothese für Mutationsversuche eingesetzt.
Weitere als Modellorganismen genutzte Pilze sind die Bäckerhefe (Saccharomyces cerevisiae) und Aspergillus nidulans, ebenfalls Schlauchpilze. Pathogene Modellorganismen sind Candida albicans sowie Cryptococcus neoformans.

### Pflanzen

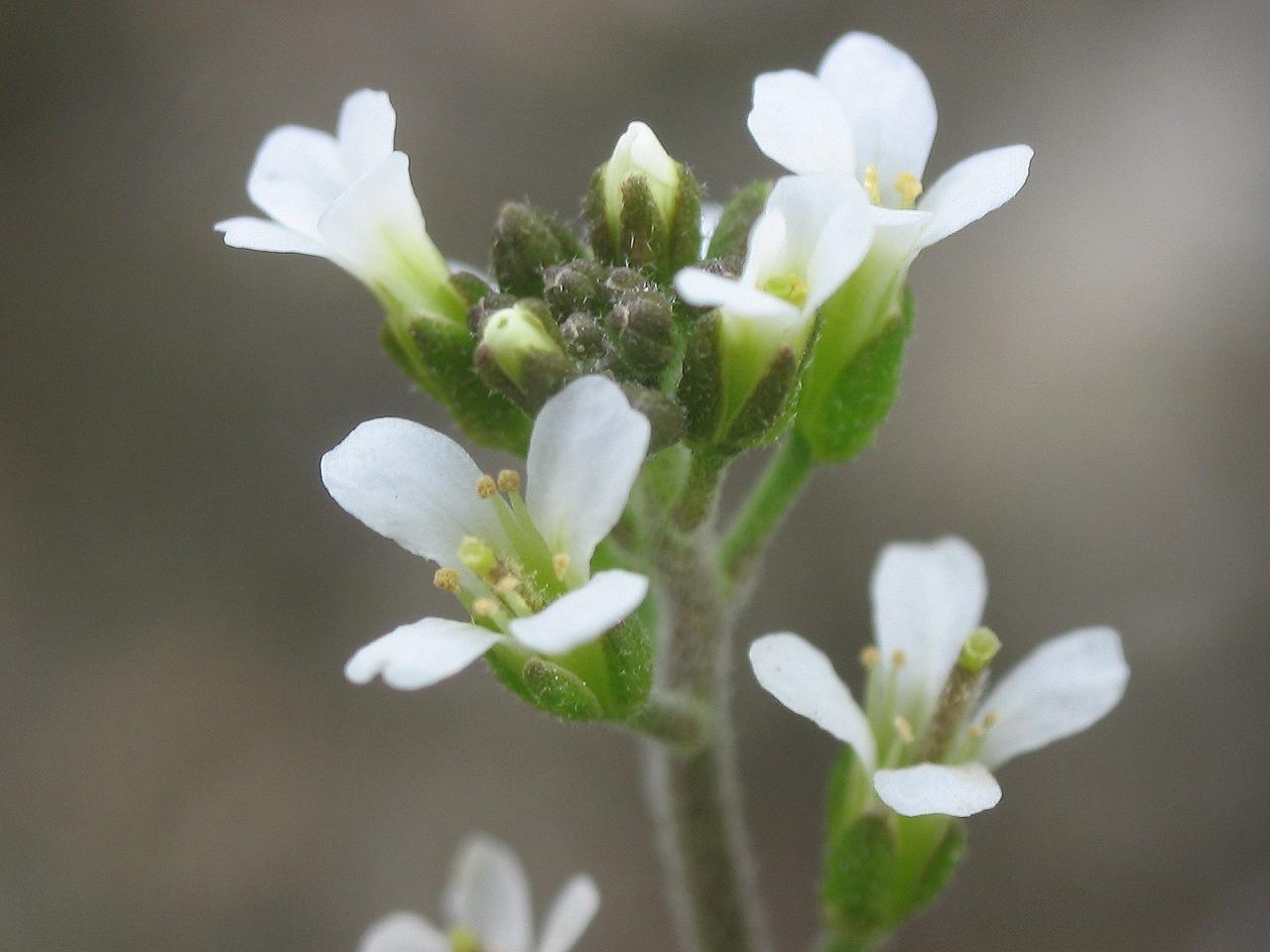
Arabidopsis thaliana, die Ackerschmalwand

Die Ackerschmalwand (Arabidopsis thaliana) war 1999 die erste Pflanze, deren Genom komplett sequenziert wurde. Sie wird vor allem für die Forschung zur Zellbiologie, zur Molekularbiologie und zur Entwicklungsbiologie von Pflanzen verwendet.

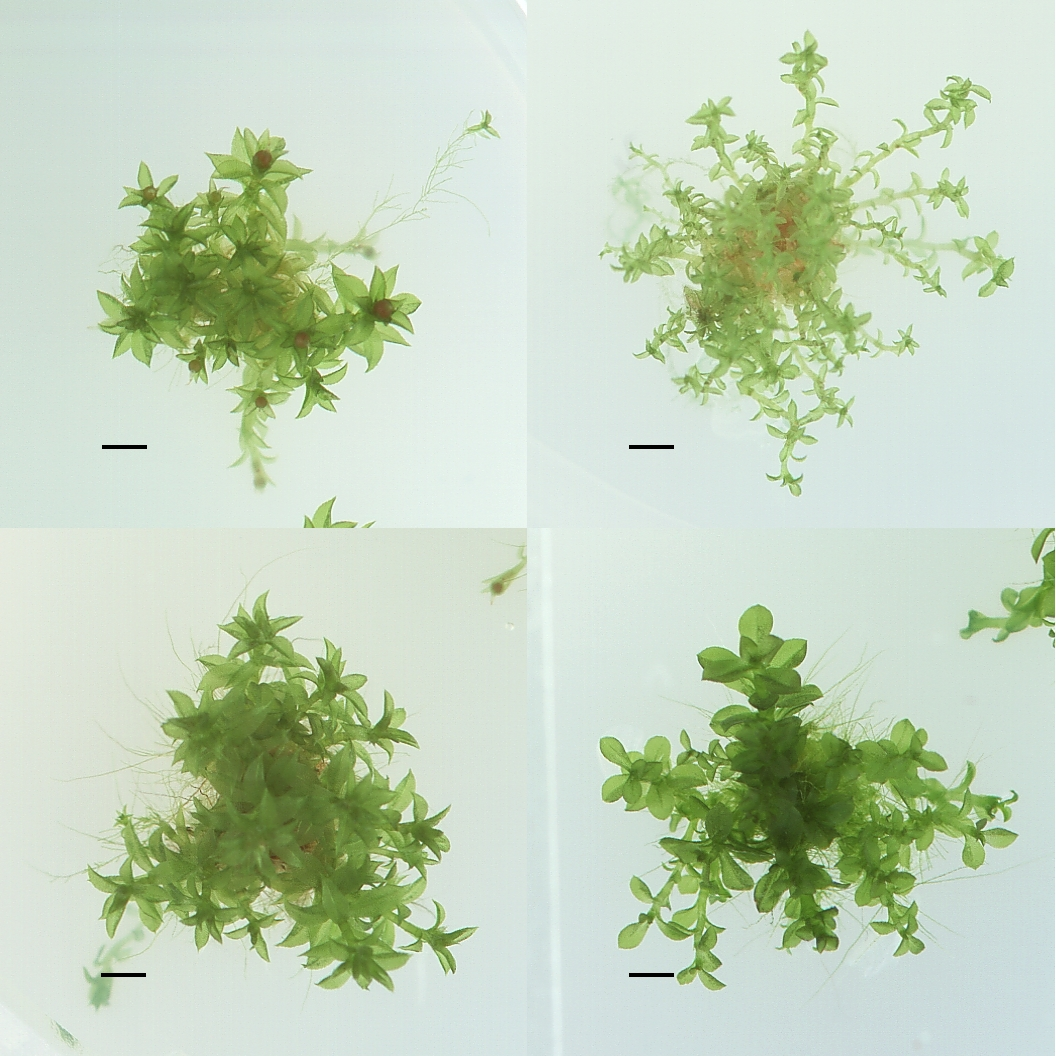
Vier verschiedene Ökotypen von Physcomitrella patens

Das Laubmoos Physcomitrella patens ist aufgrund seiner einfachen Organisation und seines kurzen Lebenszyklus seit langem ein Modellorganismus der Entwicklungsbiologie und molekularen Evolution der Pflanzen. Zusätzliche Vorteile sind die einfache Kultivierbarkeit, das haploide Genom sowie eine sehr effiziente homologe Rekombination. Das Genom wurde 2007 als erstes Genom einer Landpflanze außerhalb der Blütenpflanzen vollständig sequenziert. Physcomitrella patens wird zunehmend auch in der Biotechnologie genutzt. Verschiedene Ökotypen, transgene Stämme und Mutanten – darunter zahlreiche Knockout-Moose – sind am International Moss Stock Center zu Forschungszwecken hinterlegt.

### Wirbellose Tiere

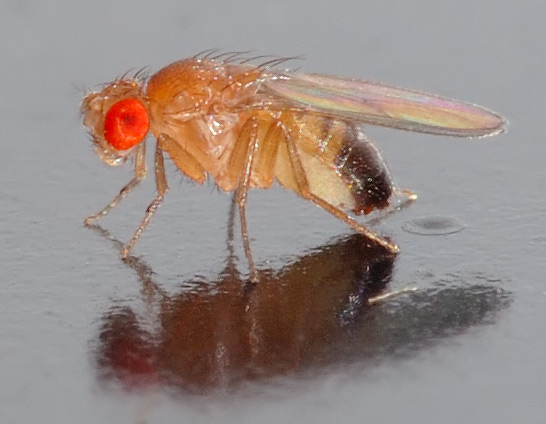
Drosophila melanogaster, die Taufliege

Die Taufliege Drosophila melanogaster ist vor allem durch Kreuzungsversuche in der Genetik als Modellorganismus populär geworden. Dabei ist von Vorteil, dass diese Art mit leichtem Aufwand in hoher Organismenzahl gezüchtet werden kann, nur vier Chromosomenpaare besitzt und genetisch bedingte phänotypische Abweichungen vom Wildtyp, zum Beispiel in der Anatomie und Morphologie der Tiere, leicht und oft mit bloßem Auge erkannt werden können. Der Borstenwurm Platynereis dumerilii gilt als lebendes Fossil und ist daher für stammesgeschichtliche Untersuchungen interessant. Der Fadenwurm Caenorhabditis elegans, 1998 der erste vielzellige Organismus mit vollständig sequenziertem Genom, ist insbesondere in der Entwicklungsbiologie von großem Interesse. Seine komplette Entwicklung bis zu den exakt 959 Zellen eines ausgewachsenen Hermaphroditen (Eutelie) ist detailliert dokumentiert.

### Wirbeltiere
Amphibien
Krallenfrösche (Xenopus laevis) sind an vielen Universitäten seit langem bevorzugte Modellorganismen für die zell- und entwicklungsbiologische Lehre und Forschung.
Vögel
Ein häufig genutzter Modellorganismus aus dem Bereich der Vögel ist das Haushuhn (Gallus gallus domesticus). Forschungsgebiete, die das Huhn bevorzugt nutzen, sind beispielsweise die Embryologie, die Virologie, die Immunologie, die Züchtungsforschung sowie die Entwicklungsbiologie im Bereich der Entwicklung von Gliedmaßen.
Fische

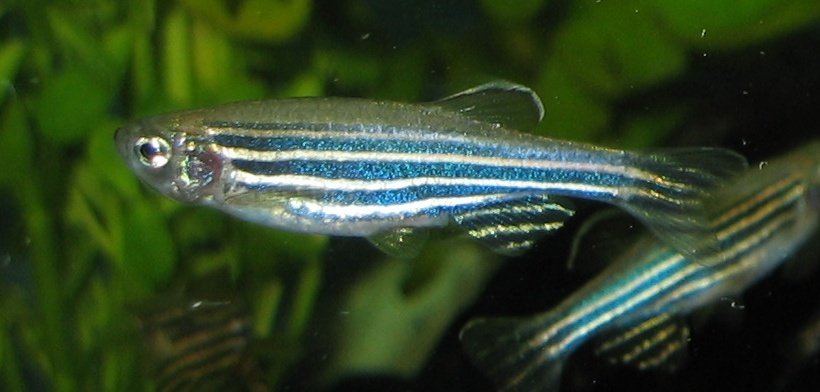
Danio rerio, der Zebrabärbling

Der Zebrabärbling (Danio rerio), oft auch als Zebrafisch bezeichnet, ist aufgrund seiner kurzen Generationszyklen und der Tatsache, dass seine Embryonen sich vollständig außerhalb der Mutter entwickeln und durchsichtig sind, als Modellorganismus in der Entwicklungsbiologie und Genetik populär. Eine besondere Zuchtform des Aland, die Goldorfe (Leuciscus idus), wird vor allem in der Ökotoxikologie genutzt.
Auch der Medaka wird für Untersuchungen herangezogen.
Säugetiere

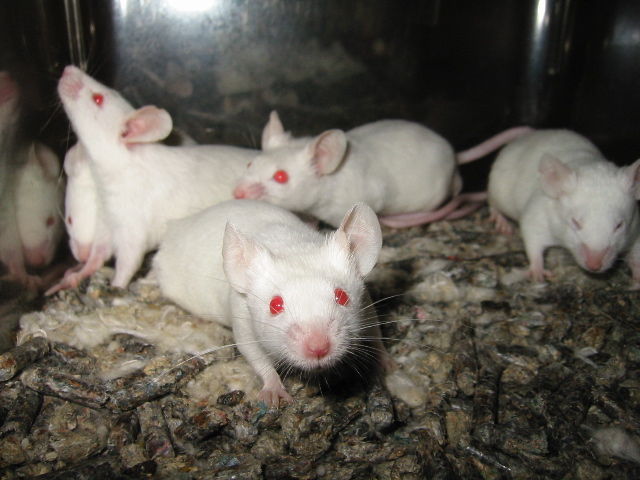
Albino-Mäuse

Die Farbmaus (Mus musculus f. domestica) und die Ratte (Rattus norvegicus) werden vor allem in der biomedizinischen Grundlagenforschung genutzt. Hierzu sind von beiden Arten eine Reihe von Inzucht-Linien gezüchtet worden. Diese sind teilweise durch eine besondere Anfälligkeit für bestimmte Erkrankungen gekennzeichnet und werden dann als Tiermodelle für diese Erkrankungen verwendet. Hierzu zählen beispielsweise die NOD-Maus und die BB-Ratte für den Typ-1-Diabetes oder die SHR-Ratte (Spontaneous Hypertension Rat) für den essentiellen Bluthochdruck. Spezielle Mausstämme ohne Thymus (Nacktmäuse) sind aufgrund der fehlenden zellulären Immunabwehr für die Krebsforschung und die experimentelle Transplantationsmedizin von Interesse. Durch gezielte Deaktivierung eines Genes (Gen-Knockout) in sogenannten Knockout-Mäusen und durch die Kreuzungszüchtung von congenen Linien kann die Funktion eines einzelnen Gens beziehungsweise eines kleinen Genabschnitts genauer untersucht werden.
Bei Haushunden sind mehr erblich bedingte Krankheiten bekannt als bei jedem anderen Lebewesen, abgesehen vom Menschen. Fast die Hälfte dieser Erkrankungen sind rassespezifisch oder auf wenige Hunderassen beschränkt.
Die generalisierte Progressive Retinaatrophie (gPRA) ist ein unheilbares fortschreitendes Absterben der Netzhaut, mit der Folge der Blindheit. Die Krankheit wurde bei Hunden erstmals 1911 beschrieben, beim Menschen ist sie als Retinopathia pigmentosa schon lange bekannt. Von der Erkrankung, die durch mehrere Gendefekte ausgelöst werden kann, sind zahlreiche Hunderassen betroffen, und viele der auslösenden Gene sind bereits ermittelt. Für einige Formen der Progressiven Retinaatrophie des Hundes wird die Eignung zum Tiermodell der Retinopathia pigmentosa des Menschen geprüft, es wurden bereits Hunde der Rasse Briard mit einer speziellen Form der Erkrankung erfolgreich einer Gentherapie unterzogen, und es besteht die Hoffnung, dass solche Forschungen in Therapien für die humane Retinopathia pigmentosa und einige tödliche Enzymspeicherkrankheiten resultieren.

### Viren
Als Modellvirus wird in der Virologie, Hygiene und Molekularbiologie eine Virusart dann bezeichnet, wenn diese als Prototyp für eine Virusgruppe oder als Stellvertreter für ein anderes, experimentell nur sehr schwer zugängliches Virus verwendet wird. 